# پیرادریازنبقان
پیرادریازنبقان(نام علمی: Paracrinoidea) نام یک رده از شاخه خارپوستان است.